# 鲍毓明
鲍毓明（1972年6月22日—），天津人，中美两国执业律师，曾任中兴通讯独立非执行董事、杰瑞集团副总裁兼首席法务官、西南政法大学商学院兼职研究员。
其性侵养女事件曝光后，引起社会各界广泛关注，上述职务均在2020年4月陸續辞去或被解聘。

## 生平
鲍毓明于1972年6月出生。据鲍毓明自述，其父親為大學物理教授。他中学毕业自天津市南开中学，1994年在天津大学材料学院取得工学学士学位。其个人网站声称大学在读时就在香港超级国际有限公司担任董事长助理，曾被委派协助管理天津安全地带夜总会，之后作为主要负责人之一参与创建多个项目；期间决定转行做律师。
他通过律师执业考试后，获得的律师执业证号为11101199610909409。1996年，他开始从事律师工作。1999年获得天津大学管理科学与工程硕士学位，同年被其工作的天津某律师事务所派往美国。后来他又成为北京市泰德律师事务所的律师。2001年获得桥港大学计算机硕士学位。2006年返回中国后，分别在香港南华集团、美国新闻集团和思科的公司担任法务负责人。2016年至2020年任烟台杰瑞石油服务集团副总裁兼首席法务官。2017年12月，于“CACC 2017年度中国优秀法务评选活动”获颁“最受律师称赞奖”。2018年6月，担任中兴通讯股份有限公司独立非执行董事。7月，当选中兴通讯股份有限公司董事会出口合规委员会委员。
2019年10月14日，鮑毓明因涉嫌强奸罪被烟台市公安局芝罘分局取保候审。
2020年7月20日，中华人民共和国司法部公布《司法部辦公廳關於在律師隊伍中開展違規兼職等行為專項清理活動的通知》，称鮑毓明長期在企業任職，2006年取得美國國籍後隱瞞不報仍以專職律師身分執業，經媒體報道後對社會產生惡劣影響，嚴重損害律師隊伍的形象和聲譽。7月17日，鲍毓明退出中兴通讯董事。

## 思想主张
谈及行为艺术，鲍毓明认为可让感兴趣的艺术家自发组织行为艺术协会，分担政府部门的行政职能，以行业自律的方式解决事情。有关美国境内交易，他提醒旅客要高度重视侵权行为的严重性，在携带假冒产品赴美时也要慎重。

## 被指控性侵养女事件

### “受害人”指控
2020年4月8日，澎湃新聞發表一段6分钟的新聞短片，一名女孩自述“被烟台上市公司高管性侵四年”，此事件随即成为舆论的中心。4月9日南風窗微信公眾號發表記者調查長文，被害女孩表示从2016年起，她和“养父”鲍毓明一起生活，3年时间里遭到多次性侵，其自述“第一次被性侵时刚满14周岁”。4月9日下午，烟台市芝罘区相关部门负责人证实事件当事人之一为杰瑞集团高管鲍毓明，正配合警方调查。涉事女生此前曾报警，但经公安机关调查，女生所述与事实存在一定出入。
2020年4月9日，针对证券时报报道称中兴通讯独立董事、杰瑞集团副总裁鲍毓明涉嫌性侵养女，中兴通讯回应新京报记者称，鲍毓明律师是中兴通讯董事会聘请的独立非执行董事，媒体报道的属于其个人问题，公司并不知情，不便评论。公司在联系其本人予以核实。2020年4月9日晚，杰瑞集团发布声明：杰瑞集团在获悉媒体报道的有关《烟台上市公司高管涉嫌性侵养女》突发事件后，高度重视。4月9日下午杰瑞集团已经与鲍毓明协商解除了劳动合同。2020年4月10日，中兴通讯发布声明，称在获悉相关媒体报道后，高度重视，公司董事会已收到鲍毓明辞去独立非执行董事职务的申请。2020年4月10日，西南政法大学商学院发布声明，商学院法治企业研究院已解除鲍毓明兼职研究员的聘任，并已通知本人。
2020年4月11日，烟台市公安局发布通告：关于一女子控告鲍某某性侵一案，我局已组成工作专班，并商请烟台市人民检察院派员参加，对前期芝罘公安分局侦办的案件事实及公众关注的相关问题正在进行全面调查。调查结果将及时公开，接受社会各界监督。2020年4月13日，针对鲍某某涉嫌性侵一案，最高人民检察院、公安部已派出联合督导组赴山东，对该案办理工作进行督导。

### 官方调查结果
2020年9月17日，最高检、公安部联合督导组認定现有证据不能证实鲍毓明的行为构成强奸罪，但鲍毓明在自认为韩姓女子系未成年人的情况下，仍以“收养”为名与韩姓女子交往且与其发生性关系，违背了社会伦理道德與公序良俗。同时，北京市司法局通鲍毓明2006年取得外国国籍后隐瞒不报仍以专职律师身份执业，涉嫌向司法行政部门提供虚假材料，決定吊销其律师执业证书。山东省烟台市公安局则根据《中华人民共和国出境入境管理法》第三条、第八十一条之规定以及公安部下達的指示对鲍毓明驱逐出境。